# Nehela montana
Nehela montana är en insektsart som beskrevs av William Lucas Distant 1912. Nehela montana ingår i släktet Nehela och familjen dvärgstritar. Inga underarter finns listade i Catalogue of Life.